# Albert Soubies
Albert Soubies, född den 10 maj 1846 i Paris, död där den 19 mars 1918, var en fransk musikskriftställare och teaterhistoriker.
Soubies blev advokat och studerade musik vid konservatoriet samt verkade länge som musikrecensent. Han utgav från 1896 smärre, skissartade arbeten om musiklivet i olika länder: Tyskland, Ryssland, Ungern, Böhmen, Portugal, Schweiz, Spanien, Belgien, Nederländerna, Danmark, Sverige, Norge och England samt de grundligare studierna Histoire de l'Opéra-comique 1860–1887 (1892; tillsammans med Malherbe), La Comédie-Française depuis l'époque romantique, 1825–1894 (1895; prisbelönt av Franska akademien), Histoire du Théâtre lyrique de 1851 à 1870 (1899) och Le Théâtre Italien du 1801 à 1913 (1913) samt hela serier av teateralmanackor med mera.